# Lista över ledamöter av Sveriges riksdag 1979–1982
Ledamöter av Sveriges riksdag mandatperioden 1979–1982.
Ledamöterna invaldes vid valet den 16 september 1979. Regeringen Fälldin II tillträdde först den 12 oktober, varför det krävdes olika ersättare för regeringarna innan och efter skiftet. 

## Invalda ledamöter
Listan avser valda ledamöter vid inledandet av riksmötet 1979/1980, medan ersättare för talman och statsråd redovisas i en separat lista. 
Yrkestillhörigheten avser den som gällde längre in på mandatperioden. De ministrar som satt när riksmötet inleddes har alltså blivit "f.d. statsråd". 
| Utskottsförkortningar | |
| - AU – Arbetsmarknadsutskottet - BoU - Bostadsutskottet - FiU - Finansutskottet - FöU - Försvarsutskottet - JoU - Jordbruksutskottet - JuU - Justitieutskottet - KrU - Kulturutskottet - KU - Konstitutionsutskottet | - LU - Lagutskottet - NU - Näringsutskottet - SfU - Socialförsäkringsutskottet - SkU - Skatteutskottet - SoU - Socialutskottet - TU - Trafikutskottet - UbU - Utbildningsutskottet - UU - Utrikesutskottet |

Numreringen till vänster syftar inte på respektive riksdagsledamots plats.
| Nr  |
| --- |
| 1   |
| 2   |
| 3   |
| 4   |
| 5   |
| 6   |
| 7   |
| 8   |
| 9   |
| 10  |
| 11  |
| 12  |
| 13  |
| 14  |
| 15  |
| 16  |
| 17  |
| 18  |
| 19  |
| 20  |
| 21  |
| 22  |
| 23  |
| 24  |
| 25  |
| 26  |
| 27  |
| 28  |
| 29  |
| 30  |
| 31  |
| 32  |
| 33  |
| 34  |
| 35  |
| 36  |
| 37  |
| 38  |
| 39  |
| 40  |
| 41  |
| 42  |
| 43  |
| 44  |
| 45  |
| 46  |
| 47  |
| 48  |
| 49  |
| 50  |
| 51  |
| 52  |
| 53  |
| 54  |
| 55  |
| 56  |
| 57  |
| 58  |
| 59  |
| 60  |
| 61  |
| 62  |
| 63  |
| 64  |
| 65  |
| 66  |
| 67  |
| 68  |
| 69  |
| 70  |
| 71  |
| 72  |
| 73  |
| 74  |
| 75  |
| 76  |
| 77  |
| 78  |
| 79  |
| 80  |
| 81  |
| 82  |
| 83  |
| 84  |
| 85  |
| 86  |
| 87  |
| 88  |
| 89  |
| 90  |
| 91  |
| 92  |
| 93  |
| 94  |
| 95  |
| 96  |
| 97  |
| 98  |
| 99  |
| 100 |
| 101 |
| 102 |
| 103 |
| 104 |
| 105 |
| 106 |
| 107 |
| 108 |
| 109 |
| 110 |
| 111 |
| 112 |
| 113 |
| 114 |
| 115 |
| 116 |
| 117 |
| 118 |
| 119 |
| 120 |
| 121 |
| 122 |
| 123 |
| 124 |
| 125 |
| 126 |
| 127 |
| 128 |
| 129 |
| 130 |
| 131 |
| 132 |
| 133 |
| 134 |
| 135 |
| 136 |
| 137 |
| 138 |
| 139 |
| 140 |
| 141 |
| 142 |
| 143 |
| 144 |
| 145 |
| 146 |
| 147 |
| 148 |
| 149 |
| 150 |
| 151 |
| 152 |
| 153 |
| 154 |
| 155 |
| 156 |
| 157 |
| 158 |
| 159 |
| 160 |
| 161 |
| 162 |
| 163 |
| 164 |
| 165 |
| 166 |
| 167 |
| 168 |
| 169 |
| 170 |
| 171 |
| 172 |
| 173 |
| 174 |
| 175 |
| 176 |
| 177 |
| 178 |
| 179 |
| 180 |
| 181 |
| 182 |
| 183 |
| 184 |
| 185 |
| 186 |
| 187 |
| 188 |
| 189 |
| 190 |
| 191 |
| 192 |
| 193 |
| 194 |
| 195 |
| 196 |
| 197 |
| 198 |
| 199 |
| 200 |
| 201 |
| 202 |
| 203 |
| 204 |
| 205 |
| 206 |
| 207 |
| 208 |
| 209 |
| 210 |
| 211 |
| 212 |
| 213 |
| 214 |
| 215 |
| 216 |
| 217 |
| 218 |
| 219 |
| 220 |
| 221 |
| 222 |
| 223 |
| 224 |
| 225 |
| 226 |
| 227 |
| 228 |
| 229 |
| 230 |
| 231 |
| 232 |
| 233 |
| 234 |
| 235 |
| 236 |
| 237 |
| 238 |
| 239 |
| 240 |
| 241 |
| 242 |
| 243 |
| 244 |
| 245 |
| 246 |
| 247 |
| 248 |
| 249 |
| 250 |
| 251 |
| 252 |
| 253 |
| 254 |
| 255 |
| 256 |
| 257 |
| 258 |
| 259 |
| 260 |
| 261 |
| 262 |
| 263 |
| 264 |
| 265 |
| 266 |
| 267 |
| 268 |
| 269 |
| 270 |
| 271 |
| 272 |
| 273 |
| 274 |
| 275 |
| 276 |
| 277 |
| 278 |
| 279 |
| 280 |
| 281 |
| 282 |
| 283 |
| 284 |
| 285 |
| 286 |
| 287 |
| 288 |
| 289 |
| 290 |
| 291 |
| 292 |
| 293 |
| 294 |
| 295 |
| 296 |
| 297 |
| 298 |
| 299 |
| 300 |
| 301 |
| 302 |
| 303 |
| 304 |
| 305 |
| 306 |
| 307 |
| 308 |
| 309 |
| 310 |
| 311 |
| 312 |
| 313 |
| 314 |
| 315 |
| 316 |
| 317 |
| 318 |
| 319 |
| 320 |
| 321 |
| 322 |
| 323 |
| 324 |
| 325 |
| 326 |
| 327 |
| 328 |
| 329 |
| 330 |
| 331 |
| 332 |
| 333 |
| 334 |
| 335 |
| 336 |
| 337 |
| 338 |
| 339 |
| 340 |
| 341 |
| 342 |
| 343 |
| 344 |
| 345 |
| 346 |
| 347 |
| 348 |
| 349 |

| Riksdagsledamot             | Yrke                                                  | Parti | Parti                        | Valkrets                | Anmärkningar |
| --------------------------- | ----------------------------------------------------- | ----- | ---------------------------- | ----------------------- | ------------ |
| Gösta Bohman                | statsråd                                              |       | Moderata samlingspartiet     | Stockholms kommun       |              |
| Allan Hernelius             | bankofullmäktig                                       |       | Moderata samlingspartiet     | Stockholms kommun       |              |
| Bertil Lidgard              | jur. kand.                                            |       | Moderata samlingspartiet     | Stockholms kommun       |              |
| Margaretha af Ugglas        | civilekonom                                           |       | Moderata samlingspartiet     | Stockholms kommun       |              |
| Blenda Littmarck            |                                                       |       | Moderata samlingspartiet     | Stockholms kommun       |              |
| Sixten Pettersson           | chaufför                                              |       | Moderata samlingspartiet     | Stockholms kommun       |              |
| Lennart Blom i Stockholm    | jur. kand.                                            |       | Moderata samlingspartiet     | Stockholms kommun       |              |
| Elisabeth Fleetwood         | fil. mag.                                             |       | Moderata samlingspartiet     | Stockholms kommun       |              |
| Carl Bildt                  | statssekreterare                                      |       | Moderata samlingspartiet     | Stockholms kommun       |              |
| Karin Andersson             | statsråd                                              |       | Centerpartiet                | Stockholms kommun       |              |
| Olof Johansson              | f.d. statsråd                                         |       | Centerpartiet                | Stockholms kommun       |              |
| Anna Eliasson               | fil. mag.                                             |       | Centerpartiet                | Stockholms kommun       |              |
| Ola Ullsten                 | statsråd                                              |       | Folkpartiet                  | Stockholms kommun       |              |
| Jan-Erik Wikström           | statsråd                                              |       | Folkpartiet                  | Stockholms kommun       |              |
| Olle Wästberg               | fil. kand.                                            |       | Folkpartiet                  | Stockholms kommun       |              |
| Birgit Friggebo             | statsråd                                              |       | Folkpartiet                  | Stockholms kommun       |              |
| Olof Palme                  | f.d. statsminister                                    |       | Socialdemokraterna           | Stockholms kommun       |              |
| Oskar Lindkvist             | organisationschef                                     |       | Socialdemokraterna           | Stockholms kommun       |              |
| Sten Andersson              | partisekreterare                                      |       | Socialdemokraterna           | Stockholms kommun       |              |
| Gertrud Sigurdsen           | f.d. statsråd, ombudsman                              |       | Socialdemokraterna           | Stockholms kommun       |              |
| Bertil Zachrisson           | f.d. statsråd                                         |       | Socialdemokraterna           | Stockholms kommun       |              |
| Anita Gradin                | departementssekreterare                               |       | Socialdemokraterna           | Stockholms kommun       |              |
| Mats Hellström              |                                                       |       | Socialdemokraterna           | Stockholms kommun       |              |
| Maj Britt Theorin           | sekreterare                                           |       | Socialdemokraterna           | Stockholms kommun       |              |
| Sivert Andersson            | avdelningsordförande                                  |       | Socialdemokraterna           | Stockholms kommun       |              |
| Lars Ulander                | ombudsman                                             |       | Socialdemokraterna           | Stockholms kommun       |              |
| Ingrid Segerström           |                                                       |       | Socialdemokraterna           | Stockholms kommun       |              |
| C.-H. Hermansson            | f.d. chefredaktör                                     |       | Vänsterpartiet kommunisterna | Stockholms kommun       |              |
| Karin Nordlander            |                                                       |       | Vänsterpartiet kommunisterna | Stockholms kommun       |              |
| Tommy Franzén               | elektriker                                            |       | Vänsterpartiet kommunisterna | Stockholms kommun       |              |
| Eva Hjelmström              | civilekonom, tjänsteman                               |       | Vänsterpartiet kommunisterna | Stockholms kommun       |              |
| Alf Wennerfors              | informationschef                                      |       | Moderata samlingspartiet     | Stockholms län          |              |
| Allan Åkerlind              | byggnadsarbetare                                      |       | Moderata samlingspartiet     | Stockholms län          |              |
| Britt Mogård                | statsråd                                              |       | Moderata samlingspartiet     | Stockholms län          |              |
| Staffan Burenstam Linder    | professor                                             |       | Moderata samlingspartiet     | Stockholms län          |              |
| Georg Danell                | statsråd                                              |       | Moderata samlingspartiet     | Stockholms län          |              |
| Gunnar Biörck               | professor                                             |       | Moderata samlingspartiet     | Stockholms län          |              |
| Birgitta Rydle              | ämneslärare                                           |       | Moderata samlingspartiet     | Stockholms län          |              |
| Gunnel Liljegren            | adjunkt                                               |       | Moderata samlingspartiet     | Stockholms län          |              |
| Knut Billing                | pol. sekr.                                            |       | Moderata samlingspartiet     | Stockholms län          |              |
| Elvy Olsson                 | f.d. statsråd                                         |       | Centerpartiet                | Stockholms län          |              |
| Karin Söder                 | statsråd                                              |       | Centerpartiet                | Stockholms län          |              |
| Elis Andersson              | byggnadsarbetare                                      |       | Centerpartiet                | Stockholms län          |              |
| Pär Granstedt               |                                                       |       | Centerpartiet                | Stockholms län          |              |
| Ingemar Mundebo             | statsråd                                              |       | Folkpartiet                  | Stockholms län          |              |
| Kerstin Anér                | statssekreterare                                      |       | Folkpartiet                  | Stockholms län          |              |
| Gabriel Romanus             | f.d. statsråd                                         |       | Folkpartiet                  | Stockholms län          |              |
| Marianne Wahlberg           | f.d. statsråd, avdelningschef                         |       | Folkpartiet                  | Stockholms län          |              |
| Essen Lindahl               | direktör                                              |       | Socialdemokraterna           | Stockholms län          |              |
| Sture Palm                  | redaktör                                              |       | Socialdemokraterna           | Stockholms län          |              |
| Ingvar Carlsson             | f.d. statsråd                                         |       | Socialdemokraterna           | Stockholms län          |              |
| Lilly Bergander             |                                                       |       | Socialdemokraterna           | Stockholms län          |              |
| Lars Gustafsson             | universitetslektor                                    |       | Socialdemokraterna           | Stockholms län          |              |
| Lennart Andersson           | studieombudsman                                       |       | Socialdemokraterna           | Stockholms län          |              |
| Ivar Nordberg               | organisationssekreterare                              |       | Socialdemokraterna           | Stockholms län          |              |
| Åke Wictorsson              |                                                       |       | Socialdemokraterna           | Stockholms län          |              |
| Thage Peterson              | f.d. statsråd, bankofullmäktig                        |       | Socialdemokraterna           | Stockholms län          |              |
| Anna-Greta Leijon           | f.d. statsråd                                         |       | Socialdemokraterna           | Stockholms län          |              |
| Gunnar Nilsson              | LO-ordförande                                         |       | Socialdemokraterna           | Stockholms län          |              |
| Margareta Palmqvist         | barnmorska                                            |       | Socialdemokraterna           | Stockholms län          |              |
| Anita Johansson             | undersköterska                                        |       | Socialdemokraterna           | Stockholms län          |              |
| Lars Werner                 | ombudsman                                             |       | Vänsterpartiet kommunisterna | Stockholms län          |              |
| Tore Claeson                | hyresgästombudsman                                    |       | Vänsterpartiet kommunisterna | Stockholms län          |              |
| Inga Lantz                  | industritjänsteman                                    |       | Vänsterpartiet kommunisterna | Stockholms län          |              |
| Ingegerd Troedsson          | f.d. statsråd, förste vice talman                     |       | Moderata samlingspartiet     | Uppsala län             |              |
| Lars Ahlmark                | avdelningschef                                        |       | Moderata samlingspartiet     | Uppsala län             |              |
| Sture Korpås                | rektor                                                |       | Centerpartiet                | Uppsala län             |              |
| Sven Eric Åkerfeldt         | lantbrukare                                           |       | Centerpartiet                | Uppsala län             |              |
| Jörgen Ullenhag             | fil. dr                                               |       | Folkpartiet                  | Uppsala län             |              |
| Nils Hjorth                 | förrådsförvaltare                                     |       | Socialdemokraterna           | Uppsala län             |              |
| Arne Gadd                   | revisionsdirektör                                     |       | Socialdemokraterna           | Uppsala län             |              |
| Birgitta Dahl               |                                                       |       | Socialdemokraterna           | Uppsala län             |              |
| Hans Alsén                  |                                                       |       | Socialdemokraterna           | Uppsala län             |              |
| Oswald Söderqvist           | byråsekreterare                                       |       | Vänsterpartiet kommunisterna | Uppsala län             |              |
| Göran Allmér                | rektor                                                |       | Moderata samlingspartiet     | Södermanlands län       |              |
| Per Westerberg              | civilekonom                                           |       | Moderata samlingspartiet     | Södermanlands län       |              |
| Tage Sundkvist              | lantbrukare                                           |       | Centerpartiet                | Södermanlands län       |              |
| Larz Johansson              |                                                       |       | Centerpartiet                | Södermanlands län       |              |
| Bernt Ekinge                | ombudsman                                             |       | Folkpartiet                  | Södermanlands län       |              |
| Bengt Gustavsson            | landshövding                                          |       | Socialdemokraterna           | Södermanlands län       |              |
| Svante Lundkvist            | f.d. statsråd                                         |       | Socialdemokraterna           | Södermanlands län       |              |
| Olle Svensson               | redaktör                                              |       | Socialdemokraterna           | Södermanlands län       |              |
| Maj-Lis Lööw                | arbetsförmedlare                                      |       | Socialdemokraterna           | Södermanlands län       |              |
| Anita Persson               | socialkamrer                                          |       | Socialdemokraterna           | Södermanlands län       |              |
| Göran Persson               | kommunalråd                                           |       | Socialdemokraterna           | Södermanlands län       |              |
| Per-Olof Strindberg         | länsombudsman                                         |       | Moderata samlingspartiet     | Östergötlands län       |              |
| Per Unckel                  | förbundsordförande                                    |       | Moderata samlingspartiet     | Östergötlands län       |              |
| Mona Saint Cyr              |                                                       |       | Moderata samlingspartiet     | Östergötlands län       |              |
| Anders Dahlgren             | statsråd                                              |       | Centerpartiet                | Östergötlands län       |              |
| Åke Polstam                 | poliskommissarie                                      |       | Centerpartiet                | Östergötlands län       |              |
| Marianne Karlsson           |                                                       |       | Centerpartiet                | Östergötlands län       |              |
| Kersti Swartz               |                                                       |       | Folkpartiet                  | Östergötlands län       |              |
| Börje Stensson              | skolchef                                              |       | Folkpartiet                  | Östergötlands län       |              |
| Erik Wärnberg               | bankofullmäktig                                       |       | Socialdemokraterna           | Östergötlands län       |              |
| Lars Henrikson              | ombudsman                                             |       | Socialdemokraterna           | Östergötlands län       |              |
| Maj-Lis Landberg            |                                                       |       | Socialdemokraterna           | Östergötlands län       |              |
| Christer Nilsson            | socionom                                              |       | Socialdemokraterna           | Östergötlands län       |              |
| Carl Lidbom                 | f.d. statsråd, hovrättsråd                            |       | Socialdemokraterna           | Östergötlands län       |              |
| Maria Lagergren             | receptionist                                          |       | Socialdemokraterna           | Östergötlands län       |              |
| Torsten A. Karlsson         |                                                       |       | Socialdemokraterna           | Östergötlands län       |              |
| Sture Thun                  |                                                       |       | Socialdemokraterna           | Östergötlands län       |              |
| Nils Berndtson              | ombudsman                                             |       | Vänsterpartiet kommunisterna | Östergötlands län       |              |
| Anders Björck               |                                                       |       | Moderata samlingspartiet     | Jönköpings län          |              |
| Anita Bråkenhielm           | överläkare                                            |       | Moderata samlingspartiet     | Jönköpings län          |              |
| Göte Jonsson                | kriminalinspektör                                     |       | Moderata samlingspartiet     | Jönköpings län          |              |
| Torsten Bengtsson           | redaktör                                              |       | Centerpartiet                | Jönköpings län          |              |
| Sven Johansson              | pastor                                                |       | Centerpartiet                | Jönköpings län          |              |
| Arne Fransson               | kamrer                                                |       | Centerpartiet                | Jönköpings län          |              |
| Rolf Wirtén                 | folkskollärare                                        |       | Folkpartiet                  | Jönköpings län          |              |
| Linnea Hörlén               | adjunkt                                               |       | Folkpartiet                  | Jönköpings län          |              |
| Göran Karlsson              | redaktör                                              |       | Socialdemokraterna           | Jönköpings län          |              |
| Åke Gustavsson              | redaktör                                              |       | Socialdemokraterna           | Jönköpings län          |              |
| Catarina Rönnung            |                                                       |       | Socialdemokraterna           | Jönköpings län          |              |
| Helge Klöver                | järnvägsexpeditör                                     |       | Socialdemokraterna           | Jönköpings län          |              |
| Ingegerd Elm                | kontorist                                             |       | Socialdemokraterna           | Jönköpings län          |              |
| Erik Hovhammar              | bruksdisponent                                        |       | Moderata samlingspartiet     | Kronobergs län          |              |
| Anders Högmark              | civilekonom                                           |       | Moderata samlingspartiet     | Kronobergs län          |              |
| Rune Gustavsson             | socionom, f.d. statsråd                               |       | Centerpartiet                | Kronobergs län          |              |
| Ingegärd Oskarsson          |                                                       |       | Centerpartiet                | Kronobergs län          |              |
| Kjell Nilsson               | metallarbetare                                        |       | Socialdemokraterna           | Kronobergs län          |              |
| Ulla Johansson              | lågstadielärare                                       |       | Socialdemokraterna           | Kronobergs län          |              |
| Lars Hedfors                | studierektor                                          |       | Socialdemokraterna           | Kronobergs län          |              |
| Eric Krönmark               | statsråd                                              |       | Moderata samlingspartiet     | Kalmar län              |              |
| Bertil Danielsson           | lantbrukare                                           |       | Moderata samlingspartiet     | Kalmar län              |              |
| Ivan Svanström              | lantbrukare                                           |       | Centerpartiet                | Kalmar län              |              |
| Gösta Andersson             | skogsbrukare                                          |       | Centerpartiet                | Kalmar län              |              |
| Eric Rejdnell               | kamrer                                                |       | Folkpartiet                  | Kalmar län              |              |
| Stig Alemyr                 | folkhögskolerektor                                    |       | Socialdemokraterna           | Kalmar län              |              |
| Bernt Nilsson               |                                                       |       | Socialdemokraterna           | Kalmar län              |              |
| Birger Rosqvist             | mästerlots                                            |       | Socialdemokraterna           | Kalmar län              |              |
| Arne Andersson              | inspektör                                             |       | Socialdemokraterna           | Kalmar län              |              |
| Lena Öhrsvik                | kurator                                               |       | Socialdemokraterna           | Kalmar län              |              |
| Torsten Gustafsson          | lantbrukare                                           |       | Centerpartiet                | Gotlands län            |              |
| Per-Axel Nilsson            | avdelningschef                                        |       | Socialdemokraterna           | Gotlands län            |              |
| Hans Wachtmeister           | civiljägmästare, godsägare                            |       | Moderata samlingspartiet     | Blekinge län            |              |
| Claes Elmstedt              | lantbrukare                                           |       | Centerpartiet                | Blekinge län            |              |
| Margot Håkansson            | sjuksköterska                                         |       | Folkpartiet                  | Blekinge län            |              |
| Helge Karlsson              | metallarbetare                                        |       | Socialdemokraterna           | Blekinge län            |              |
| Ralf Lindström              | ombudsman                                             |       | Socialdemokraterna           | Blekinge län            |              |
| Hans Gustafsson             | socionom, f.d. statsråd, stadsdirektör                |       | Socialdemokraterna           | Blekinge län            |              |
| Wiggo Komstedt              | direktör                                              |       | Moderata samlingspartiet     | Kristianstads län       |              |
| Bo Lundgren                 | civilekonom                                           |       | Moderata samlingspartiet     | Kristianstads län       |              |
| Ingvar Eriksson             | lantbrukare                                           |       | Moderata samlingspartiet     | Kristianstads län       |              |
| Einar Larsson               | lantbrukare                                           |       | Centerpartiet                | Kristianstads län       |              |
| Ulla Ekelund                | tillsynslärare                                        |       | Centerpartiet                | Kristianstads län       |              |
| Eric Hägelmark              | kapten                                                |       | Folkpartiet                  | Kristianstads län       |              |
| Erik Johansson i Simrishamn | arbetsförmedlingsföreståndare                         |       | Socialdemokraterna           | Kristianstads län       |              |
| Nils Erik Wååg              | byggnadsingenjör                                      |       | Socialdemokraterna           | Kristianstads län       |              |
| Börje Nilsson               | socionom                                              |       | Socialdemokraterna           | Kristianstads län       |              |
| Lennart Bladh               | yrkesvalslärare                                       |       | Socialdemokraterna           | Kristianstads län       |              |
| Maja Bäckström              | undersköterska                                        |       | Socialdemokraterna           | Kristianstads län       |              |
| Mårten Werner               | kyrkoherde                                            |       | Moderata samlingspartiet     | Fyrstadskretsen         |              |
| Rolf Clarkson               | direktör                                              |       | Moderata samlingspartiet     | Fyrstadskretsen         |              |
| Olle Aulin                  | överstelöjtnant                                       |       | Moderata samlingspartiet     | Fyrstadskretsen         |              |
| Rune Rydén                  | fil. lic.                                             |       | Moderata samlingspartiet     | Fyrstadskretsen         |              |
| Joakim Ollén                | sekreterare                                           |       | Moderata samlingspartiet     | Fyrstadskretsen         |              |
| Sven Munke                  | redaktör                                              |       | Moderata samlingspartiet     | Fyrstadskretsen         |              |
| Bertil Fiskesjö             | universitetslektor                                    |       | Centerpartiet                | Fyrstadskretsen         |              |
| Ulla Tillander              | ämneslärare                                           |       | Centerpartiet                | Fyrstadskretsen         |              |
| Karin Ahrland               | förste länsassessor                                   |       | Folkpartiet                  | Fyrstadskretsen         |              |
| Åke Persson                 |                                                       |       | Folkpartiet                  | Fyrstadskretsen         |              |
| Åke Persson                 | kamrer                                                |       | Folkpartiet                  | Fyrstadskretsen         |              |
| Eric Holmqvist              | f.d. statsråd                                         |       | Socialdemokraterna           | Fyrstadskretsen         |              |
| Hugo Bengtsson              | plåtslagare                                           |       | Socialdemokraterna           | Fyrstadskretsen         |              |
| Anna-Greta Skantz           | ombudsman                                             |       | Socialdemokraterna           | Fyrstadskretsen         |              |
| Lars-Erik Lövdén            | riksgäldsfullmäktig                                   |       | Socialdemokraterna           | Fyrstadskretsen         |              |
| Grethe Lundblad             | socialinspektör                                       |       | Socialdemokraterna           | Fyrstadskretsen         |              |
| Eric Jönsson                | ombudsman                                             |       | Socialdemokraterna           | Fyrstadskretsen         |              |
| Lennart Pettersson          | fil. kand.                                            |       | Socialdemokraterna           | Fyrstadskretsen         |              |
| Hans Pettersson             | kranmaskinist                                         |       | Socialdemokraterna           | Fyrstadskretsen         |              |
| Kurt Ove Johansson          | ombudsman                                             |       | Socialdemokraterna           | Fyrstadskretsen         |              |
| Jörn Svensson               | planeringsdirektör                                    |       | Vänsterpartiet kommunisterna | Fyrstadskretsen         |              |
| Ingrid Sundberg             | fil. kand.                                            |       | Moderata samlingspartiet     | Malmöhus län            |              |
| Knut Wachtmeister           | lantmästare                                           |       | Moderata samlingspartiet     | Malmöhus län            |              |
| Per Stenmarck               | tjänsteman                                            |       | Moderata samlingspartiet     | Malmöhus län            |              |
| Thorsten Larsson            | lantbrukare, andre vice talman                        |       | Centerpartiet                | Malmöhus län            |              |
| Stig Josefson               | lantbrukare                                           |       | Centerpartiet                | Malmöhus län            |              |
| Hans Petersson i Röstånga   | folkskollärare                                        |       | Folkpartiet                  | Malmöhus län            |              |
| John Johnsson               | ombudsman                                             |       | Socialdemokraterna           | Malmöhus län            |              |
| Margit Sandéhn              | textillärare                                          |       | Socialdemokraterna           | Malmöhus län            |              |
| Per Olof Håkansson          | byggnadsingenjör                                      |       | Socialdemokraterna           | Malmöhus län            |              |
| Bengt Silfverstrand         | företagsekonom                                        |       | Socialdemokraterna           | Malmöhus län            |              |
| Egon Jacobsson              | ombudsman                                             |       | Socialdemokraterna           | Malmöhus län            |              |
| Gunnar Oskarsson            | major                                                 |       | Moderata samlingspartiet     | Hallands län            |              |
| Sven Eric Lorentzon         | lantbrukare                                           |       | Moderata samlingspartiet     | Hallands län            |              |
| Ella Johnsson               |                                                       |       | Centerpartiet                | Hallands län            |              |
| Ivar Franzén                | lantmästare                                           |       | Centerpartiet                | Hallands län            |              |
| Rolf Andersson              |                                                       |       | Centerpartiet                | Hallands län            |              |
| Christer Eirefelt           | byggnadstekniker                                      |       | Folkpartiet                  | Hallands län            |              |
| Ingemund Bengtsson          | f.d. statsråd, talman                                 |       | Socialdemokraterna           | Hallands län            |              |
| Evert Hedberg               | ombudsman                                             |       | Socialdemokraterna           | Hallands län            |              |
| Owe Andréasson              | verktygsmakare                                        |       | Socialdemokraterna           | Hallands län            |              |
| Maja Ohlin                  | skolkanslist                                          |       | Socialdemokraterna           | Hallands län            |              |
| Bo Siegbahn                 | ambassadör                                            |       | Moderata samlingspartiet     | Göteborgs kommun        |              |
| Inger Lindquist             | rådman                                                |       | Moderata samlingspartiet     | Göteborgs kommun        |              |
| Jan Prytz                   | redaktör                                              |       | Moderata samlingspartiet     | Göteborgs kommun        |              |
| Sonja Rembo                 | sekreterare                                           |       | Moderata samlingspartiet     | Göteborgs kommun        |              |
| Lars Tobisson               |                                                       |       | Moderata samlingspartiet     | Göteborgs kommun        |              |
| Rune Torwald                | utredningssekreterare                                 |       | Centerpartiet                | Göteborgs kommun        |              |
| Christina Rogestam          | avdelningschef                                        |       | Centerpartiet                | Göteborgs kommun        |              |
| Bertil Hansson              | lektor, f.d. statsråd                                 |       | Folkpartiet                  | Göteborgs kommun        |              |
| Björn Molin                 | universitetslektor, Folkpartiets gruppledare          |       | Folkpartiet                  | Göteborgs kommun        |              |
| Kerstin Ekman               | ingenjör                                              |       | Folkpartiet                  | Göteborgs kommun        |              |
| Per Bergman                 | civilutskottets vice ordförande                       |       | Socialdemokraterna           | Göteborgs kommun        |              |
| Valter Kristenson           | metallarbetare, riksgäldsfullmäktig                   |       | Socialdemokraterna           | Göteborgs kommun        |              |
| Lisa Mattson                | förbundsordförande                                    |       | Socialdemokraterna           | Göteborgs kommun        |              |
| Kurt Hugosson               | byråchef                                              |       | Socialdemokraterna           | Göteborgs kommun        |              |
| Doris Håvik                 | assistent                                             |       | Socialdemokraterna           | Göteborgs kommun        |              |
| Jan Bergqvist               | sekreterare                                           |       | Socialdemokraterna           | Göteborgs kommun        |              |
| Lars-Ingvar Sörenson        | lokförare                                             |       | Socialdemokraterna           | Göteborgs kommun        |              |
| Alexander Chrisopoulos      |                                                       |       | Vänsterpartiet kommunisterna | Göteborgs kommun        |              |
| Marie-Ann Johansson         | programmerare                                         |       | Vänsterpartiet kommunisterna | Göteborgs kommun        |              |
| Nils Carlshamre             | lektor, socialförsäkringsutskottets vice ordförande   |       | Moderata samlingspartiet     | Göteborgs och Bohus län |              |
| Siri Häggmark               | distriktssköterska                                    |       | Moderata samlingspartiet     | Göteborgs och Bohus län |              |
| Jens Eriksson               | ombudsman                                             |       | Moderata samlingspartiet     | Göteborgs och Bohus län |              |
| Kjell A. Mattsson           | civilutskottets ordförande                            |       | Centerpartiet                | Göteborgs och Bohus län |              |
| Märta Fredrikson            |                                                       |       | Centerpartiet                | Göteborgs och Bohus län |              |
| Georg Åberg                 | fiskeriombudsman                                      |       | Folkpartiet                  | Göteborgs och Bohus län |              |
| Torkel Lindahl              | segelmakare                                           |       | Folkpartiet                  | Göteborgs och Bohus län |              |
| Evert Svensson              | socionom, förbundsordförande                          |       | Socialdemokraterna           | Göteborgs och Bohus län |              |
| Tyra Johansson              | kontorist                                             |       | Socialdemokraterna           | Göteborgs och Bohus län |              |
| Karl-Erik Svartberg         | rektor                                                |       | Socialdemokraterna           | Göteborgs och Bohus län |              |
| Lennart Nilsson             | byggnadssnickare                                      |       | Socialdemokraterna           | Göteborgs och Bohus län |              |
| Arne Andersson              | lantbrukare                                           |       | Moderata samlingspartiet     | Älvsborgs läns norra    |              |
| Sten Sture Patersson        | fil. dr                                               |       | Moderata samlingspartiet     | Älvsborgs läns norra    |              |
| Olle Eriksson               | entreprenör                                           |       | Centerpartiet                | Älvsborgs läns norra    |              |
| Kerstin Andersson           | folkskollärare                                        |       | Centerpartiet                | Älvsborgs läns norra    |              |
| Elver Jonsson               | postiljon                                             |       | Folkpartiet                  | Älvsborgs läns norra    |              |
| Hilding Johansson           | fil. dr, konstitutionsutskottets vice ordförande      |       | Socialdemokraterna           | Älvsborgs läns norra    |              |
| Lars-Åke Larsson            | ombudsman                                             |       | Socialdemokraterna           | Älvsborgs läns norra    |              |
| Rune Johansson              | verkmästare                                           |       | Socialdemokraterna           | Älvsborgs läns norra    |              |
| Wivi-Anne Radesjö           |                                                       |       | Socialdemokraterna           | Älvsborgs läns norra    |              |
| Hans Nyhage                 | rektor                                                |       | Moderata samlingspartiet     | Älvsborgs läns södra    |              |
| Arne Svensson               | lantbrukare, f. 1923                                  |       | Moderata samlingspartiet     | Älvsborgs läns södra    |              |
| Lennart Brunander           |                                                       |       | Centerpartiet                | Älvsborgs läns södra    |              |
| Maj Pehrsson                |                                                       |       | Centerpartiet                | Älvsborgs läns södra    |              |
| Wilhelm Gustafsson          | rektor                                                |       | Folkpartiet                  | Älvsborgs läns södra    |              |
| Gunnar Sträng               | f.d. statsråd, bankofullmäktig                        |       | Socialdemokraterna           | Älvsborgs läns södra    |              |
| Rune Carlstein              | stadskassör                                           |       | Socialdemokraterna           | Älvsborgs läns södra    |              |
| Lahja Exner                 | textilarbeterska                                      |       | Socialdemokraterna           | Älvsborgs läns södra    |              |
| Karl Leuchovius             | lantbrukare                                           |       | Moderata samlingspartiet     | Skaraborgs län          |              |
| Sten Svensson               | informationschef                                      |       | Moderata samlingspartiet     | Skaraborgs län          |              |
| Ingemar Hallenius           | lantbrukare                                           |       | Centerpartiet                | Skaraborgs län          |              |
| Gunilla André               |                                                       |       | Centerpartiet                | Skaraborgs län          |              |
| Bengt Kindbom               | sekreterare                                           |       | Centerpartiet                | Skaraborgs län          |              |
| Olle Grahn                  | fabrikör                                              |       | Folkpartiet                  | Skaraborgs län          |              |
| Paul Jansson                | elektriker                                            |       | Socialdemokraterna           | Skaraborgs län          |              |
| Sven-Gösta Signell          | f.d. ombudsman                                        |       | Socialdemokraterna           | Skaraborgs län          |              |
| Birgitta Johansson          | metallarbetare                                        |       | Socialdemokraterna           | Skaraborgs län          |              |
| Jan Fransson                |                                                       |       | Socialdemokraterna           | Skaraborgs län          |              |
| Göthe Knutson               | redaktör                                              |       | Moderata samlingspartiet     | Värmlands län           |              |
| Gullan Lindblad             |                                                       |       | Moderata samlingspartiet     | Värmlands län           |              |
| Bertil Jonasson             |                                                       |       | Centerpartiet                | Värmlands län           |              |
| Karl-Eric Norrby            | lantbrukare                                           |       | Centerpartiet                | Värmlands län           |              |
| Karl Erik Eriksson          | lantbrukare, tredje vice talman                       |       | Folkpartiet                  | Värmlands län           |              |
| Sven Aspling                | f.d. statsråd, socialförsäkringsutskottets ordförande |       | Socialdemokraterna           | Värmlands län           |              |
| Gunnar Olsson               |                                                       |       | Socialdemokraterna           | Värmlands län           |              |
| Elvy Nilsson                | fru                                                   |       | Socialdemokraterna           | Värmlands län           |              |
| Magnus Persson              |                                                       |       | Socialdemokraterna           | Värmlands län           |              |
| Sune Johansson              | ombudsman                                             |       | Socialdemokraterna           | Värmlands län           |              |
| Margot Wallström            | banktjänsteman                                        |       | Socialdemokraterna           | Värmlands län           |              |
| Raul Blücher                |                                                       |       | Vänsterpartiet kommunisterna | Värmlands län           |              |
| Ann-Cathrine Haglund        | adjunkt                                               |       | Moderata samlingspartiet     | Örebro län              |              |
| Bengt Wittbom               | platschef                                             |       | Moderata samlingspartiet     | Örebro län              |              |
| Erik Larsson                | lantbrukare                                           |       | Centerpartiet                | Örebro län              |              |
| Britta Hammarbacken         | sjuksköterska                                         |       | Centerpartiet                | Örebro län              |              |
| Sven G. Andersson           | frisörmästare                                         |       | Folkpartiet                  | Örebro län              |              |
| Sture Ericson               | redaktör                                              |       | Socialdemokraterna           | Örebro län              |              |
| Kerstin Andersson           | fru                                                   |       | Socialdemokraterna           | Örebro län              |              |
| Ingemar Konradsson          | inspektör                                             |       | Socialdemokraterna           | Örebro län              |              |
| Helge Hagberg               | f.d. kommunalråd                                      |       | Socialdemokraterna           | Örebro län              |              |
| Håkan Strömberg             | metallarbetare                                        |       | Socialdemokraterna           | Örebro län              |              |
| Karin Flodström             | lågstadielärare                                       |       | Socialdemokraterna           | Örebro län              |              |
| Per Israelsson              | krutbruksarbetare                                     |       | Vänsterpartiet kommunisterna | Örebro län              |              |
| Tage Adolfsson              | företagare                                            |       | Moderata samlingspartiet     | Västmanlands län        |              |
| Karl Björzén                | bergsingenjör                                         |       | Moderata samlingspartiet     | Västmanlands län        |              |
| Anders Gernandt             | ingenjör                                              |       | Centerpartiet                | Västmanlands län        |              |
| Kerstin Göthberg            | fru                                                   |       | Centerpartiet                | Västmanlands län        |              |
| Eric Enlund                 | f.d. statsråd                                         |       | Folkpartiet                  | Västmanlands län        |              |
| Olle Göransson              | verkmästare                                           |       | Socialdemokraterna           | Västmanlands län        |              |
| Thure Jadestig              |                                                       |       | Socialdemokraterna           | Västmanlands län        |              |
| Lena Hjelm-Wallén           | f.d. statsråd                                         |       | Socialdemokraterna           | Västmanlands län        |              |
| Roland Sundgren             | ombudsman                                             |       | Socialdemokraterna           | Västmanlands län        |              |
| Karl-Gustaf Mathsson        | ombudsman                                             |       | Socialdemokraterna           | Västmanlands län        |              |
| Hans Petersson              | ombudsman, f. 1942                                    |       | Vänsterpartiet kommunisterna | Västmanlands län        |              |
| Björn Körlof                | departementssekreterare                               |       | Moderata samlingspartiet     | Kopparbergs län         |              |
| Margareta Gard              | överlantmätare                                        |       | Moderata samlingspartiet     | Kopparbergs län         |              |
| Karl Boo                    | kontrollassistent                                     |       | Centerpartiet                | Kopparbergs län         |              |
| Birgitta Hambraeus          | fil. kand.                                            |       | Centerpartiet                | Kopparbergs län         |              |
| Rolf Rämgård                |                                                       |       | Centerpartiet                | Kopparbergs län         |              |
| Bertil Dahlén               | avdelningschef                                        |       | Folkpartiet                  | Kopparbergs län         |              |
| Gudrun Sundström            |                                                       |       | Socialdemokraterna           | Kopparbergs län         |              |
| Ove Karlsson (politiker)    | skogsarbetare                                         |       | Socialdemokraterna           | Kopparbergs län         |              |
| Åke Green                   | studieombudsman                                       |       | Socialdemokraterna           | Kopparbergs län         |              |
| Kjell-Olof Feldt            | f.d. statsråd                                         |       | Socialdemokraterna           | Kopparbergs län         |              |
| Yngve Nyquist               | länsbostadsdirektör                                   |       | Socialdemokraterna           | Kopparbergs län         |              |
| Bo Södersten                | professor                                             |       | Socialdemokraterna           | Kopparbergs län         |              |
| Lars-Ove Hagberg            | järnbruksarbetare                                     |       | Vänsterpartiet kommunisterna | Kopparbergs län         |              |
| Rolf Dahlberg               | yrkesvalslärare                                       |       | Moderata samlingspartiet     | Gävleborgs län          |              |
| Johan A. Olsson             | näringsutskottets vice ordförande                     |       | Centerpartiet                | Gävleborgs län          |              |
| Gunnel Jonäng               | studieinstruktör                                      |       | Centerpartiet                | Gävleborgs län          |              |
| Gunnar Björk                | bankkonsulent                                         |       | Centerpartiet                | Gävleborgs län          |              |
| Hans Lindblad               | redaktör                                              |       | Folkpartiet                  | Gävleborgs län          |              |
| Olle Westberg               | svarvare                                              |       | Socialdemokraterna           | Gävleborgs län          |              |
| Olle Östrand                | mätningsföreståndare                                  |       | Socialdemokraterna           | Gävleborgs län          |              |
| Stig Alftin                 |                                                       |       | Socialdemokraterna           | Gävleborgs län          |              |
| Iris Mårtensson             | studieombudsman                                       |       | Socialdemokraterna           | Gävleborgs län          |              |
| Wivi-Anne Cederqvist        | arbetsförmedlare                                      |       | Socialdemokraterna           | Gävleborgs län          |              |
| Axel Andersson              | ombudsman                                             |       | Socialdemokraterna           | Gävleborgs län          |              |
| Ing-Marie Hansson           | sjuksköterska                                         |       | Socialdemokraterna           | Gävleborgs län          |              |
| Bertil Måbrink              | ombudsman                                             |       | Vänsterpartiet kommunisterna | Gävleborgs län          |              |
| Håkan Winberg               | statsråd                                              |       | Moderata samlingspartiet     | Västernorrlands län     |              |
| Thorbjörn Fälldin           | statsminister                                         |       | Centerpartiet                | Västernorrlands län     |              |
| Martin Olsson               | bankkamrer                                            |       | Centerpartiet                | Västernorrlands län     |              |
| Sven-Erik Nordin            | lantbrukare                                           |       | Centerpartiet                | Västernorrlands län     |              |
| Rolf Sellgren               | transportchef                                         |       | Folkpartiet                  | Västernorrlands län     |              |
| Bengt Wiklund               | journalist                                            |       | Socialdemokraterna           | Västernorrlands län     |              |
| Stig Olsson                 |                                                       |       | Socialdemokraterna           | Västernorrlands län     |              |
| Rune Jonsson                | elektriker                                            |       | Socialdemokraterna           | Västernorrlands län     |              |
| Bo Forslund                 |                                                       |       | Socialdemokraterna           | Västernorrlands län     |              |
| Martin Segerstedt           | arbetsförmedlare                                      |       | Socialdemokraterna           | Västernorrlands län     |              |
| Nils-Olof Grönhagen         |                                                       |       | Socialdemokraterna           | Västernorrlands län     |              |
| Sven Henricsson             | förste järnvägsexpeditör                              |       | Vänsterpartiet kommunisterna | Västernorrlands län     |              |
| Nils Åsling                 | statsråd                                              |       | Centerpartiet                | Jämtlands län           |              |
| Stina Eliasson              | ämneslärare                                           |       | Centerpartiet                | Jämtlands län           |              |
| Sven Lindberg               | ombudsman                                             |       | Socialdemokraterna           | Jämtlands län           |              |
| Marianne Stålberg           |                                                       |       | Socialdemokraterna           | Jämtlands län           |              |
| Nils-Olof Gustafsson        | ombudsman                                             |       | Socialdemokraterna           | Jämtlands län           |              |
| Tore Nilsson                | predikant                                             |       | Moderata samlingspartiet     | Västerbottens län       |              |
| Karin Israelsson            | distriktssköterska                                    |       | Centerpartiet                | Västerbottens län       |              |
| Börje Hörnlund              | skogsmästare                                          |       | Centerpartiet                | Västerbottens län       |              |
| Rune Ångström               | direktör                                              |       | Folkpartiet                  | Västerbottens län       |              |
| Arne Nygren                 | redaktör                                              |       | Socialdemokraterna           | Västerbottens län       |              |
| Roland Brännström           | verkmästare                                           |       | Socialdemokraterna           | Västerbottens län       |              |
| Hagar Normark               |                                                       |       | Socialdemokraterna           | Västerbottens län       |              |
| Lilly Hansson               | mentalskötare                                         |       | Socialdemokraterna           | Västerbottens län       |              |
| Georg Andersson             | rektor                                                |       | Socialdemokraterna           | Västerbottens län       |              |
| John Andersson              | skogsarbetare                                         |       | Vänsterpartiet kommunisterna | Västerbottens län       |              |
| Per Petersson i Gäddvik     | hemmansägare, försvarsutskottets ordförande           |       | Moderata samlingspartiet     | Norrbottens län         |              |
| Filip Johansson             | lantbrukare                                           |       | Centerpartiet                | Norrbottens län         |              |
| Arne Lindberg               | kontraktsprost                                        |       | Centerpartiet                | Norrbottens län         |              |
| Eva Winther                 | sjuksköterska, f.d. statsråd                          |       | Folkpartiet                  | Norrbottens län         |              |
| Ingvar Svanberg             | skoldirektör, näringsutskottets ordförande            |       | Socialdemokraterna           | Norrbottens län         |              |
| Frida Berglund              | skolsköterska                                         |       | Socialdemokraterna           | Norrbottens län         |              |
| Karl-Erik Häll              | ombudsman                                             |       | Socialdemokraterna           | Norrbottens län         |              |
| Curt Boström                | kamrer                                                |       | Socialdemokraterna           | Norrbottens län         |              |
| Kerstin Nilsson             | folkhögskollärare                                     |       | Socialdemokraterna           | Norrbottens län         |              |
| Sten-Ove Sundström          | järnverksarbetare                                     |       | Socialdemokraterna           | Norrbottens län         |              |
| Eivor Marklund              |                                                       |       | Vänsterpartiet kommunisterna | Norrbottens län         |              |

## Ersättare
Från och med 1974 fungerar talmän och regeringsmedlemmar inte som riksdagsledamöter utan ersätts av suppleanter.
Ersättare för talmannen:
| Namn                      | Ersättare för      | Parti | Parti              | Valkrets     |
| ------------------------- | ------------------ | ----- | ------------------ | ------------ |
| Lars Svensson (politiker) | Ingemund Bengtsson |       | Socialdemokraterna | Hallands län |